# Лобазнюк, Екатерина Владимировна
Екатери́на Влади́мировна Лобазню́к (род. 10 июня 1983, Фергана, Узбекская ССР) — российская гимнастка, чемпионка Европы (2000), призёр чемпионата мира (1999), трёхкратный призёр  Олимпийских игр (2000).

## Спортивная карьера
Спортивной гимнастикой начала заниматься в 6 лет. В 1995 году переехала с семьёй на постоянное место жительства в город Рубцовск (Алтайский край).
В 2001 году на международном турнире в Москве «Звёзды мира» Екатерина Лобазнюк получила серьёзную травму, перенесла несколько операций. С большим спортом ей пришлось расстаться.
В 2006 году Екатерина Лобазнюк закончила тренерский факультет Российского государственного университета физической культуры. В настоящее время проживает в Канаде и работает тренером в «Omega Gymnastic Academy».

## Спортивные достижения[4]
| Год  | Турнир                     | Вид программы        | Место | Очки   | Место (квалиф.) | Очки (квалиф.) |
| ---- | -------------------------- | -------------------- | ----- | ------ | --------------- | -------------- |
| 2000 | Континентальное первенство | Командное первенство | 1     | 115760 |                 |                |
| 2000 | Олимпийские игры           | Многоборье           | 4     | 38393  | 4               | 38686          |
| 2000 | Олимпийские игры           | Бревно               | 2     | 9787   | 3               | 9762           |
| 2000 | Олимпийские игры           | Вольные упражнения   |       |        | 12              | 9612           |
| 2000 | Олимпийские игры           | Командное первенство | 2     | 154403 | 1               | 154874         |
| 2000 | Олимпийские игры           | Брусья               |       |        | 16              | 9675           |
| 2000 | Олимпийские игры           | Опорный прыжок       | 3     | 9674   | 6               | 9637           |

## Награды и звания
- Заслуженный мастер спорта России (1999)
- Орден Дружбы (19 апреля 2001) — За большой вклад в развитие физической культуры и спорта, высокие спортивные достижения на Играх XXVII Олимпиады 2000 года в Сиднее [5]
- Почётный гражданин Рубцовска (2004)